# Gimnasia y Esgrima Buenos Aires
Club de Gimnasia y Esgrima de Buenos Aires – argentyński klub sportowy z siedzibą w mieście Buenos Aires. Klub znany też jest pod skróconą nazwą GEBA.

## Osiągnięcia
- Wicemistrz Argentyny: 1913

## Historia
Klub Gimnasia y Esgrima założony został w 1880 roku. W 1909 roku klub uzyskał awans do piłkarskiej pierwszej ligi. W pierwszoligowym debiucie w 1910 roku klub zajął 6. miejsce. Taką samą pozycją klub zajął w 1911 roku. W 1912 roku doszło do podziału ligi - klub Gimnasia y Esgrima przystąpił do mistrzostw organizowanych przez federację Federación Argentina de Football.
W 1913 roku Gimnasia y Esgrima zdobył tytuł wicemistrza Argentyny. Rok później było jednak tylko 5. miejsce, po czym w następnym roku, gdy liga argentyńska została połączona, klub zajął 12. miejsce.
W 1916 roku Gimnasia y Esgrima zajęła 9. miejsce, jednak w 1917 przedostatnie 20. miejsce oznaczało spadek z ligi. Później okazało się, że spadek był bezpowrotny.
W pierwszej lidze Gimnasia y Esgrima rozegrał 147 meczów (4 anulowane), w tym 53 zwycięstwa, 39 remisów (3 anulowane) i 55 porażek (1 anulowana), zdobywając 145 punktów (3 anulowane). Klub zdobył 244 bramki (w tym 3 w meczach anulowanych) i stracił 233 bramki (w tym 4 w meczach anulowanych).